# Rhyssemus pfefferi
Rhyssemus pfefferi är en skalbaggsart som beskrevs av Vladimir Balthasar 1972. Rhyssemus pfefferi ingår i släktet Rhyssemus och familjen Aphodiidae. Inga underarter finns listade i Catalogue of Life.